# クラスノヤルスク会談
クラスノヤルスク会談（クラスノヤルスクかいだん、ロシア語: Встреча в Красноярске）は、1997年11月に、ロシアのクラスノヤルスク市内を流れるエニセイ川の船上で行われた首脳会談である。

## 概要
橋本龍太郎首相とボリス・エリツィン大統領との間で行われた会談で、1993年の「東京宣言」に基づき2000年までに領土問題を解決し、平和条約を締結することを目指すという内容のクラスノヤルスク合意（ロシア語: Красноярские договоренности）が交わされた。
しかし結果として、2000年までの領土問題の解決および平和条約の締結には至らなかった。